# Il faut défendre la société
Il faut défendre la société is een collegereeks van Michel Foucault uit 1976.
De colleges behandelen het ontstaan van een zekere manier van geschiedschrijving, namelijk de interpretatie van geschiedenis als een eeuwig voortdurende oorlog tussen twee groepen binnen een land. Deze vorm van geschiedschrijving doet het eerst zijn intrede ten tijde van de Engelse Burgeroorlog (Normandische adel versus het Saksische volk) en vervolgens in de geschiedschrijving van Henri de Boulainvilliers (Germaanse adel versus de Gallische adel). Deze analyses brengen het begrip 'ras' voort, waarbij dit begrip nog niet de huidige biologische betekenis heeft, maar verwijst naar een van deze twee groepen die met de andere in oorlog verkeert. De relevantie van dit onderwerp voor Foucault is dat het bestaan van dit concept noodzakelijk was voor twee vormen van historische interpretatie die in de 19e eeuw ontstonden: geschiedenis als biologische confrontatie (bijvoorbeeld in Mein Kampf) en geschiedenis als klassenstrijd.